# Jugosławia na Zimowych Igrzyskach Olimpijskich 1952
Jugosławię na Zimowych Igrzyskach Olimpijskich 1952 reprezentowało sześcioro zawodników: czterech mężczyzn i dwie kobiety. Był to piąty start reprezentacji Jugosławii na zimowych igrzyskach olimpijskich.

## Skład kadry

### Biegi narciarskie
Kobiety
| Zawodniczka   | Konkurencja   | czas    | Pozycja |
| ------------- | ------------- | ------- | ------- |
| Nada Birko    | Bieg na 10 km | 50:44,0 | 14.     |
| Angela Kordež | Bieg na 10 km | 52:33,0 | 16.     |

### Narciarstwo alpejskie
Mężczyźni
Zjazd
| Zawodnik    | Czas   | Miejsce |
| ----------- | ------ | ------- |
| Janko Štefe | 2:40,6 | 13.     |

Slalom specjalny
| Zawodnik    | Czas 1-go przejazdu | Czas 2-go przejazdu | Łączny czas              | Pozycja                  |
| ----------- | ------------------- | ------------------- | ------------------------ | ------------------------ |
| Janko Štefe | 1:03,7              | Dyskwalifikacja     | Nie ukończył konkurencji | Nie ukończył konkurencji |
| Tine Mulej  | 1:07,5              | Nie awansował       | Nie awansował            | 36.                      |

Slalom gigant
| Zawodnik    | Czas   | Miejsce |
| ----------- | ------ | ------- |
| Tine Mulej  | 2:41,3 | 27.     |
| Janko Štefe | 2:47,5 | 33.     |

### Skoki narciarskie
Mężczyźni
| Skoczek        | Skok 1    | Skok 2    | Nota  | Pozycja |
| Skoczek        | odległość | odległość | Nota  | Pozycja |
| -------------- | --------- | --------- | ----- | ------- |
| Janez Polda    | 62,5      | 62,0      | 200,5 | 16.     |
| Karel Klančnik | 60,0      | 56,5      | 188,5 | 29.     |